# Армандо Тровайолі
Армандо Тровайолі (італ. Armando Trovajoli, також італ. Armando Trovaioli; 2 вересня 1917, Рим — 28 лютого 2013, Рим) — італійський піаніст, диригент, композитор. Один з найвідоміших авторів музики до італійського кіно, особливо в жанрі італійської комедії.

## Біографія
Армандо Тровайолі народився у сім'ї скрипаля й у віці чотирьох років почав грати на скрипці. Навчатися грати на фортепіано почав у шість років у музичній Академії Святої Цецілії в Римі, де також вивчав композицію під керівництвом Анджело Франческо Лаваньїно. З 1937 року грав як піаніст у джазовому оркестрі Рокко Грассо. З 1939 року працює з оркестром Сесто Карліні, який тоді був однією з найвідоміших італійських джазових формацій.
Після Другої світової війни Тровайолі поєднував свою діяльність у джазі та легкій музиці з музичним навчанням у консерваторії, яку закінчив у 1948 році. У 1949 році він представляв Італію на Міжнародному джазовому фестивалі в паризькому концертному залі Плеєль, де тоді виступали також такі музиканти, як Сідней Беше, Чарлі Паркер та Майлз Девіс.
У 1950 році він почав записувати грамофонну платівку з назвою «Музика для вашої мрії» (Musica per i vostri sogni). Пізніше у співпраці з П'єро Морганом (П'єро Піччоні) він створив цикл радіопередач з такою ж назвою — одну з перших спроб в Італії продемонструвати джазову музику для фортепіано зі струнним оркестром.
Поступово Тровайолі під псевдонімом «Ватро» почав писати пісні. У 1951 році американський продюсер італійського походження Діно де Лаурентіс запропонував йому написати музику для фільму режисера Альберто Латтуади «Анна». Пісня Тровайолі з цього фільму — «Чорний веселу́н» (El Negro Zumbon [Архівовано 1 березня 2020 у Wayback Machine.]) стала світовим шлягером. У цьому ж році на запрошення Національної академії святої Цецилії в Римі з нагоди річниці смерті Джорджа Гершвіна (1898—1937) він як соліст виконав його фортепіанний концерт та Рапсодію у стилі блюз. Оркестром Академії святої Цецилії диригував Віллі Ферреро.
У 1953 році він написав музику до фільму «Дві ночі з Клеопатрою» і диригував під час фестивалю італійської пісні «Санремо», де тріумфував своїм аранжуванням пісні-переможниці «Viale d'autunno» у виконанні Карли Боні.

## Вибрана фільмографія
- 1954 — Дві ночі з Клеопатрою / Due notti con Cleopatra
- 1959 — Удівець / (Il Vedovo)
- 1960 — Чочара / La ciociara
- 1961 — Подвиги Геракла: Геракл у царстві тіней / Ercole al centro della Terra
- 1963 — Вчора, сьогодні, завтра / Ieri, oggi, domani
- 1963 — Чудовиська / I mostri
- 1964 — Вища невірність / Alta infedeltà
- 1964 — Шлюб по-італійськи / Matrimonio all'italiana
- 1964 — Італійці браві хлопці / Italiani brava gente
- 1965 — Лялечки / Le bambole
- 1965 — Комплекси / I complessi
- 1966 — Операція «Святий Януарій» / Operazione San Gennaro
- 1968 — Чи вдасться нашим героям знайти свого друга, який таємниче зник в Африці? / Riusciranno i nostri eroi a ritrovare l'amico misteriosamente scomparso in Africa?
- 1969 — У році Господа / Nell'anno del Signore
- 1970 — Дружина священника / La moglie del prete
- 1971 — Дозвольте представитися? Рокко Папалео / Permette? Rocco Papaleo
- 1981 — Замовкни, коли говориш! / Tais-toi quand tu parles